# Canedo (Lugo)
Canedo (llamada oficialmente San Miguel de Canedo) es una parroquia y una aldea española del municipio de Puebla del Brollón, en la provincia de Lugo, Galicia.

## Organización territorial
La parroquia está formada por ocho entidades de población, constando tres de ellas en el nomenclátor del Instituto Nacional de Estadística español:
- A Fonte
- Aldea de Baixo (Aldea de Abaixo)
- Aldea de Arriba
- Canedo*
- Eirexe (A Eirexe)
- Hermida (A Ermida)
- Presa (A Presa)
- Quintairo
- Telo

## Geografía
Se encuentra en la zona septentrional del municipio de Puebla del Brollón. La altitud aumenta de oeste a este, donde se encuentran los dos puntos más altos: Alto do Pedregal (664,8 m) y Pico do Santo (644,7 m).
Limita con las parroquias de Layosa y Óutara por el norte, por el oeste con Freituxe, por el este con Óutara, y por el sur con Ferreirúa.
| Noroeste: Layosa (Incio)    | Norte: Layosa (Incio) | Noreste: Óutara    |
| Oeste: Freituxe (Bóveda)    |                       | Este: Óutara       |
| Suroeste: Freituxe (Bóveda) | Sur: Ferreirúa        | Sureste: Ferreirúa |

Ningún río traspasa los límites de la parroquia. Solo tres pequeños riegos, Val de Ancado, O Córrego y Sudrio, afluentes del Teixugo, riegan su territorio.

## Demografía

### Parroquia
| Gráfica de evolución demográfica de Canedo (parroquia) entre 2000 y 2020 |
|                                                                          |
| Datos según el nomenclátor publicado por el INE.                         |

### Aldea
| Gráfica de evolución demográfica de Canedo (aldea) entre 2000 y 2020 |
|                                                                      |
| Datos según el nomenclátor publicado por el INE.                     |

## Lugares de interés
- Iglesia de San Miguel, neoclásica.
- Capilla de San Juan.
- Casa de Barredo.
- Castro de Os Novais.

## Festividades
Las fiestas de la parroquia se celebran, en honor a San Miguel, a finales de septiembre. También se celebra el primer fin de semana de septiembre la festividad de la Virgen del Carmen.